# Aquí está la Chilindrina
Aquí está la Chilindrina (em português: Aqui está a Chiquinha) é um seriado de televisão mexicano produzido pela rede de televisão mexicana Televisa à partir de 1994 e tinha como personagem principal a Chiquinha, vinda do seriado El Chavo del Ocho de Roberto Gómez Bolaños. A série é uma sequência de El Chavo del Ocho, sendo dirigida e produzida por Rubén Aguirre, que já havia trabalhado junto com María Antonieta no seriado de Roberto Gómez Bolaños. Foram apenas 17 capítulos, todos gravados de 1994 até 1995. Os canais 4, 5 e 2 da Televisa reprisaram o programa até 2002 (8 anos), sempre garantindo bons índices de audiência. Quatro meses de gravação que renderam 8 anos de sucesso com reprises.
No Brasil, a série não foi exibida, mas chegou a ter algumas partes mostradas no programa Falando Francamente, apresentado por Sônia Abrão no SBT.  

## Sinopse
Nesse programa, Chiquinha é uma menina órfã de 8 anos (assim como o Chaves), que foi deixada em um convento por sua bisavó, Dona Neves, que a deixou lá por não ter mais como cuidar dela. As freiras, sem saber o que fazer diante dessa situação, resolvem adotar a menina, que passa a morar nesse convento e a causar bastante confusão por lá.

## Episódios
1. Piloto (nunca exibido na televisão, mas pode ser assistido no canal do YouTube La Chilindrina TV (ou Chiquinha TV))
2. A chegada da Chiquinha
3. Noite de espantos
4. Viva o circo!
5. As aulas no convento (de geometria, história e cozinha)
6. Futebol Chiquinho
7. Não queremos o Peludinho no convento
8. Noite de bruxas
9. A Chiquinha vai pra escola
10. A vencedora da melhor receita
11. O Conde Drácula
12. Chiquinha Cinderela
13. O ladrão no convento
14. A festa
15. Natal
16. Viva o circo! [reprise]
17. Noite de Reis

## Elenco
- María Antonieta de las Nieves… Chiquinha / Chilindrina
- Luis Bayardo… Padre Luna
- Lupita Sandoval… Irmã Beba
- Cecilia Romo… Irmã Gertrudis
- Lili Inclán… Irmã Momicia
- Gabriel Fernández… Benito
- Paty Strevel
- Federica Fogarty
- Yolanda Mérida… Madre Superiora
- Carolina Guerrero
- Gabriela Name

## Briga com Bolaños
Algum tempo depois que o programa foi exibido, a atriz María Antonieta de las Nieves declarou que Roberto Gómez Bolaños não queria que o programa fosse ao ar. Segundo Maria, Bolaños tinha decidido que, após o fim das gravações de El Chavo del Ocho, mais nenhum dos atores do elenco deveria fazer os personagens na televisão e tentou barrar o programa Aquí está la Chilindrina, mas Maria pediu ajuda ao presidente da Televisa, Emilio Azcárraga Milmo, que aceitou exibir o programa. Já Bolaños disse que apenas pediu que Maria colocasse nos créditos uma nota dizendo que ele havia dado autorização para usar a personagem Chiquinha no programa e que, depois que essa nota foi colocada, o programa foi exibido normalmente, segundo Bolaños. Ele também negou ter vetado Maria de fazer a Chiquinha ou os outros atores de fazer seus personagens.   
Algum tempo depois, no início dos anos 2000, Roberto Gómez Bolaños e María Antonieta de las Nieves começaram uma briga na justiça pela personagem Chiquinha. Algumas fontes da imprensa disseram que Bolaños teria processado Maria por ela ter feito a série Aqui está la Chilindrina e também o filme La Chilindrina en Apuros, mas essa informação não era verdadeira, o motivo da briga na justiça não foi esse e sim por Maria ter registrado a Chiquinha em seu nome em 1995, sem avisar Bolaños. Maria acabou ganhando o processo.  